# Schumannianthus monophyllus
Schumannianthus monophyllus là một loài thực vật có hoa trong họ Marantaceae. Loài này được Suksathan, Borchs. & A.D.Poulsen mô tả khoa học đầu tiên năm 2006.